# La linterna
La Linterna es el programa de radio informativo, político y económico, cultural y de debate nocturno de la Cadena COPE. Dirigido y presentado desde 2018 por Ángel Expósito, se emite de lunes a viernes de 19:00 a 23:30 horas, correspondiendo la última hora de los viernes a La Linterna de la Iglesia, dirigida y presentada por Irene Pozo.

## Historia

### Javier González Ferrari (1987-1991)
'La Linterna' comenzó a emitirse en septiembre de 1987 como una sección del programa Un día en España, que el periodista Javier González Ferrari dirigía y presentaba en la cadena Cope en sustitución del anterior, La espuela. Se trataba de un espacio pionero en la radio española en adoptar el formato de tertulia política, a imagen y semejanza de La trastienda, el programa que el propio Ferrari había creado en la Cadena Ser unos años antes. En la primera temporada los contertulios fueron Emilio Romero, Julián Lago y Pilar Cernuda. En la temporada 1988-1989 se mantuvieron Romero y Cernuda y se incorporó Carlos Carnicero. En abril de 1989, un incidente verbal entre este último y Emilio Romero provocó una polémica que alcanzó a la Conferencia Episcopal y que terminó con la salida de Romero del programa.
En 1991, González Ferrari abandona la dirección del espacio para pasar a dirigir Cada día, el matinal de la emisora episcopal, en sustitución de Luis del Olmo. La temporada 1991-1992 el espacio fue dirigido y presentado por Manuel Antonio Rico.

### Luis Herrero (1992-1998)
En 1992 se produce en la emisora episcopal el aterrizaje del equipo de profesionales procedentes de Antena 3 de Radio. Antonio Herrero pasa a dirigir 'Primera Hora', José María García el programa deportivo nocturno Supergarcía y Luis Herrero se hace cargo del informativo La linterna. Durante esa época, el programa contó con comentaristas como José Luis Balbín, Melchor Miralles, Federico Jiménez Losantos, Amando de Miguel, Antonio Casado, Luis Mariñas o Manuel Martín Ferrand.

### Federico Jiménez Losantos (1998-2003)
En mayo de 1998 y tras el fallecimiento de Antonio Herrero, Luis Herrero ocupó su lugar al frente de La mañana de la cadena. Federico Jiménez Losantos toma las riendas de 'La Linterna', en la que permanece hasta junio de 2003, cuando sustituye a Herrero, elegido eurodiputado, al frente de 'La Mañana'.
Sin embargo, con la entrada de Federico Jiménez Losantos como director y presentador de La Linterna, el programa deja de ser líder en su franja horaria pasando a serlo el informativo Hora 25 de la cadena Ser.

### José Apezarena (2003-2004)
Tras la marcha de Jiménez Losantos, José Apezarena, director de los servicios informativos de la cadena, se hace cargo del programa. Sin embargo, no cumple las expectativas de audiencia fijadas y tras el fracaso al frente de la dirección del informativo nocturno, es nombrado director de antena de la cadena en junio de 2004 dejando la dirección y presentación del espacio a César Vidal Manzanares.

### César Vidal (2004-2009)
El escritor y periodista, que ya era colaborador de 'La Mañana' con Federico Jiménez Losantos, asume la dirección y presentación del espacio introduciendo algunos cambios respecto a la etapa anterior, entre los que destacan un editorial con una duración aproximada de 8 a 9 minutos.
En esta etapa, participaron en la tertulia analistas políticos como Javier Rubio Navarro, José Tomás Raga, Esther Palomera y Luis del Pino; Carmen Tomás, Juan Velarde y Alberto Recarte estudiaban los datos económicos del día en La Linterna de la economía; Gabriel Albiac, Rafael Escalada y Sagrario Fernández Prieto realizaban la sección cultural e Isaac Jiménez hacía lo propio con la informática y los videojuegos.

### Juan Pablo Colmenarejo (2009 - 2018)
En verano de 2009, tras la marcha de Jiménez Losantos y César Vidal a esRadio, la dirección encarga a Juan Pablo Colmenarejo, hasta entonces director de los servicios informativos de Onda Cero, la dirección y presentación del informativo nocturno 'La Linterna'. En 2010, con el impulso de la emisora a la información deportiva y el fichaje de profesionales provenientes del equipo de deportes de la Cadena Ser, Rubén Martín y, posteriormente, Manolo Lama, dirigen una franja diaria de media hora en el programa dedicada a los deportes. Todas las sintonías del programa son bandas sonoras de películas.

### Ángel Expósito (2018- )
Desde el 27 de agosto de 2018, el periodista Ángel Expósito procedente del programa de la tarde, asumen la presentación del espacio.

## Equipo
- Director y presentador: Ángel Expósito
- Copresentador: Rubén Corral
- Producción:
- Redacción: Mamen Vizcaíno
- Realización técnica: Antonio Mora
- Deportes en 'La Linterna': Manolo Lama y la redacción de Deportes.
- Contertulios:  Fernando Jáuregui

## Estructura del programa
- 19:00: Noticias con Ángel Expósito. Titulares con Mamen Vizcaíno o Alberto Escalante.
- 19:08: Avance en femenino singular con alguna colaboradora del equipo.
- 19:10: Un minuto de información regional.
- 19:15': He visto luz y he entrado con Jon Uriarte.
- 19:25: Oyentes y tema del día
- 19:30: Actualización de noticias con Expósito.
- 19:45: Julio César Herrero viene a "propinar un... Zas! En toda la boca" a normalmente dirigido a algún político
- 19:50: Información regional.
- 20:00: Actualización de noticias con Expósito. Y titulares con Alberto Escalante y Mamen Vizcaíno.
- 20:10: Previsión del tiempo con Silvia Martínez.
- 20:12: El foco de La Linterna
- 20:15: Linterna Confidencial con Fernando Jáuregui y Federico Quevedo.
- 20:30: Deportes con Manolo Lama o Carlos Sáez.
- 21:00: Actualización de noticias con Expósito.
- 21:30: Clase de Economía con Pilar García de la Granja, incluyendo noticias relacionadas con el tema de la economía con Iván Alonso.
- 22:00: Actualización de noticias con Expósito. Tiempo de tertulia en La Linterna con Fernando Jáuregui, Carmelo Encinas y Julio César Herrero
- 22:30: De lunes a jueves: Primera parte de la tertulia política con Juan Pablo Colmenarejo y tres tertulianos diferentes cada día. Los viernes se emite 'La Linterna de la Iglesia' desde esta hora y hasta el inicio del Partidazo de COPE.
- 23:00: Actualización de noticias con Expósito. La Postata en La Linterna con Juan Fernández Miranda. Historia bonita del día. "Los sonidos del día" con Silvia Martínez. Los viernes se emite 'La Linterna de la Iglesia' hasta el inicio del Partidazo de COPE.

## Secciones diarias
- 19:15: Código Pin con Juan Pablo Colmenarejo y el profesor José Ramón Pin Arboledas, que cada día "resuelve un caso" a la par que analiza la actualidad.
- 19:20: Noticias de la Cultura en 'La Linterna' con Juan Pablo Colmenarejo y Ramón García Pelegrín, que repasan la actualidad cultural del día: exposiciones, lanzamientos editoriales, estrenos teatrales, conciertos, política cultural, etc.
- 21:05: Reunión del Equipo Económico de 'La Linterna' con Juan Pablo Colmenarejo, Joaquín Vizmanos y dos o tres contertulios de los que forman parte del equipo.

## Secciones semanales

### Lunes
- 19:40: Conocimiento del Medio en 'La Linterna' con Juan Pablo Colmenarejo, Jorge Alcalde, director de la revista Quo, y Jorge Olcina, catedrático de Geografía en la Universidad de Alicante y "hombre del Tiempo" de 'La Linterna'.

- 21:40: Entrevista cultural con Juan Pablo Colmenarejo y Ramón García Pelegrín.

### Martes
- 19:40: Redes y nuevas tecnologías con Juan Pablo Colmenarejo y Manuel Moreno, fundador de TreceBits, que comentan las últimas noticias relacionadas con Internet, las redes sociales y las nuevas tecnologías.

### Miércoles
- 19:40: Ciencia y salud con Juan Pablo Colmenarejo y Jorge Alcalde, director de la revista Quo, que repasan las últimas noticias científicas relacionadas con la salud.
- 21:40: El Club de los Miércoles con Juan Pablo Colmenarejo, el dramaturgo Juan Carlos Pérez de la Fuente, el poeta Luis Alberto de Cuenca, el crítico musical Carlos de Matesanz, el director de cine José Luis Garci y el redactor jefe de Cultura de la Cadena COPE, Ramón García Pelegrín, que charlan de los asuntos culturales de la semana.

### Jueves
- 19:40: Emprendedores con Juan Pablo Colmenarejo y Belén Montes, que entrevistan a dos emprendedores para dar a conocer su empresa.
- 21:40: CineJero con Juan Pablo Colmenarejo y Jerónimo José Martín, que repasan los estrenos de la semana. EnSerie con Juan Pablo Colmenarejo e Iván Alonso, el corresponsal de la Cadena COPE en Londres, que comentan la actualidad de las series televisivas.

### Viernes
- 19:20: Los Toros con Juan Pablo Colmenarejo y Javier Fernández-Mardomingo, en la que, en un par de quites, repasan la actualidad del toro antes del resto de noticias culturales. Sólo en temporada taurina.
- 19:40: La previsión del tiempo con Juan Pablo Colmenarejo y Jorge Olcina, catedrático de Geografía en la Universidad de Alicante. El corto con Ramón García Pelegrín, que repasa los tres principales estrenos cinematográficos del día.
- 21:40: Tiempo musical, con Juan Pablo Colmenarejo y el crítico musical Carlos de Matesanz, que repasan la actualidad semanal en torno a la música clásica: giras, conciertos, lanzamiento de CD, etc. Tiempos modernos con Juan Pablo Colmenarejo y Belén Montes, que hacen un repaso de la música indie y los principales festivales de nuestro país.

## Audiencia
Según la 1.ª oleada de 2018, 'La Linterna' obtiene 700.000 oyentes diarios, siendo el segundo programa informativo nocturno más escuchado, por detrás de Hora 25 de la Cadena SER y por delante de La Brújula y 24 horas de Onda Cero y RNE, respectivamente.
En la 3.ª oleada de 2019, alcanza 872.000 oyentes y mantiene la segunda posición.

## Presencia en la red
La web de 'La Linterna' fue el primer sitio en Internet de un programa radiofónico en España en incorporar las últimas novedades técnicas en informática, como el podcasting o el RSS en todos sus programas, así como la posibilidad de descargar todas las secciones en formato MP3.